# 拉卡斯阿瓦里納山

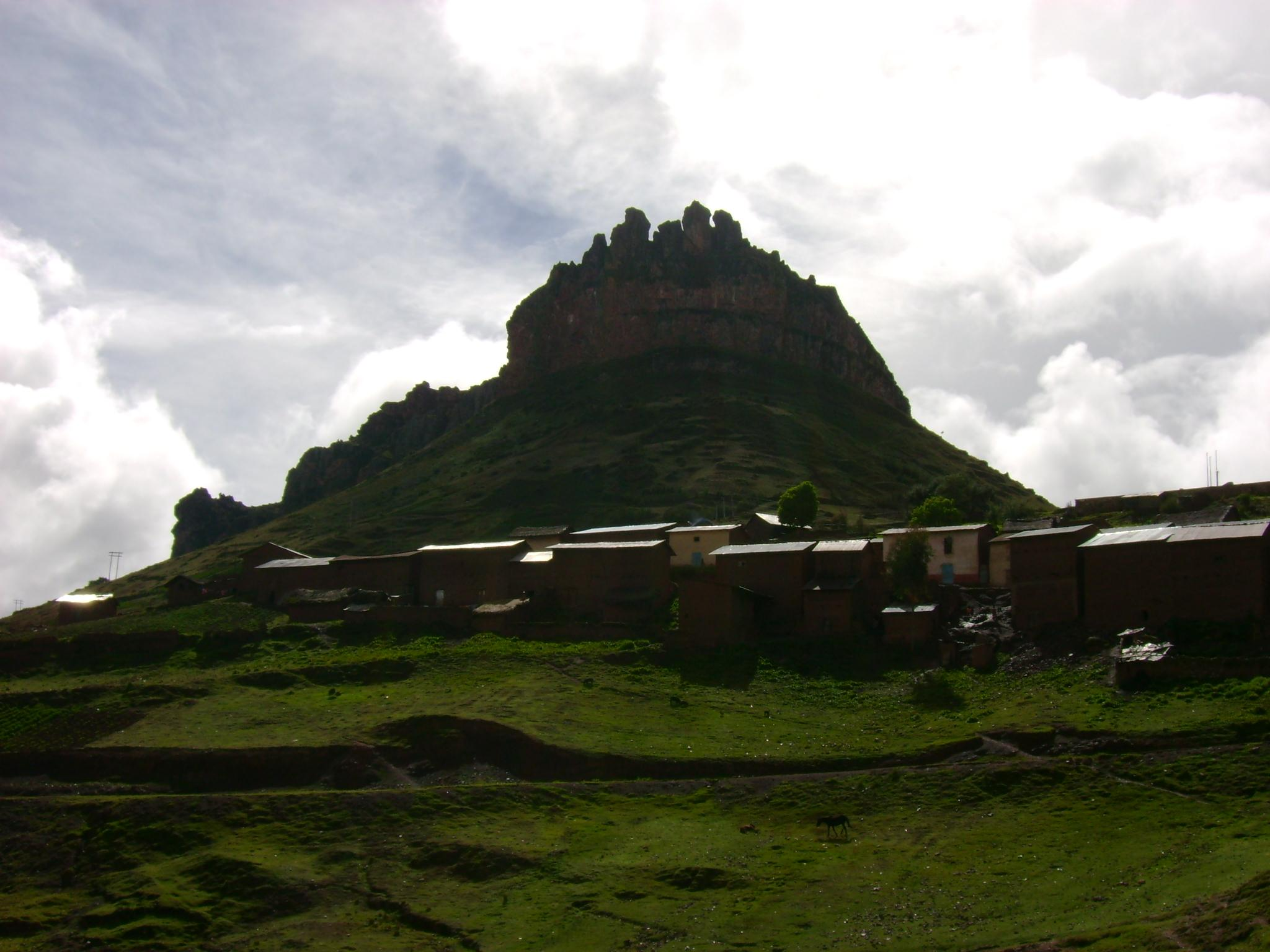

9°52′5.34″S 76°31′43.86″W / 9.8681500°S 76.5288500°W
拉卡斯阿瓦里納山（西班牙語：Lacshahuarina），是秘魯的山峰，位於該國中部瓦努科大區，由亞羅維爾卡省負責管轄，屬於安地斯山脈的一部分，海拔高度4,281米。